# Associazione italiana di ematologia e oncologia pediatrica
L'Associazione italiana ematologia e oncologia pediatrica (AIEOP) annovera tra i suoi soci principalmente pediatri, ma anche ematologi, oncologi, chirurghi, biologi, infermieri, psicologi e tutti quegli operatori sanitari che si dedicano ai problemi dell’ematologia, dell’oncologia e dell’immunologia nel bambino e nell’adolescente. Ha la caratteristica di essere concepita come una società scientifica multiprofessionale e realizza i suoi obbiettivi attraverso una rete di 54 centri di oncoematologia pediatrica che collaborano fra loro e servono l'intero territorio nazionale.
Obiettivo dell'AIEOP e quello di migliorare le cure, la ricerca e la qualità dell'assistenza a favore dei bambini e adolescenti affetti da patologia ematologica, immunologica e oncologica.

## Storia
La prima attività di un gruppo di professionisti operanti nel settore dell'oncologia ed ematologia pediatrica avvenne con la stesura di un protocollo per la cura delle leucemie acute nel 1971. Nel 1973 a Parma venne costituito il  Gruppo italiano di ematologia pediatrica (GIEP) che creò dei protocolli per il trattamento delle malattie ematologiche in età pediatrica. Nell'aprile 1974, a Santa Margherita Ligure, si riunirono i membri del GIEP e presero la decisione di dar vita ad un'associazione, che avesse il fine di individuare e standardizzare le diagnostiche per la cura delle diverse malattie ematologiche ed oncologiche, l'uso di protocolli terapeutici comuni e valutare in maniera critica i risultati ottenuti. L'associazione, a cui venne dato il nome di Associazione italiana di immunologia e oncologia pediatrica (AIEIP), venne costituita il 6 marzo 1975 a Genova ed ha la sua sede in Roma. Essa è affiliata alla Società italiana di pediatria (SIP). L'AIEOP nasce il 22 ottobre 1981 a Bologna come evoluzione dell'AIEIP.

## Struttura
L'AIEOP è costituita da un consiglio direttivo e da un presidente eletto dai soci che indirizzano l'attività dell'Associazione secondo quanto previsto dallo statuto. Operativamente sono stati identificati dei gruppi di lavoro, ognuno dei quali dedicato ad elaborare protocolli di cura e ricerche per le diverse malattie ematologiche, oncologiche e immunologiche che colpiscono l'età pediatrica.

## Attività
L'AIEOP è una Società Scientifica che promuove il miglioramento dell'attività dei propri soci attraverso l'organizzazione di eventi formativi come il congresso annuale, corsi ed incontri nazionali e internazionali.
L'AIEOP inoltre promuove l'attuazione di protocolli di diagnosi, terapia e ricerca dedicati alle diverse patologie di suo interesse. Questi protocolli coinvolgono tutti i centri della rete e spesso si svolgono in collaborazione con altre nazioni europee, secondo standard di cure di livello internazionale.
L'attività dell'AIEOP è supportata dai soci, dai centri aderenti e dai finanziamenti che vengono ottenuti dai singoli progetti di ricerca

## Risultati
I primi studi promossi dall'AIEOP sono comparsi negli anni ottanta riportando i risultati ottenuti nei trattamenti di pazienti affetti da leucemia
o altri tumori quali il tumore di Wilms, il rabdomiosarcoma o il neuroblastoma.
Dal 1989 è stato attivato un Registro ospedaliero dove vengono registrati tutti i pazienti trattati nei centri AIEOP. Uno studio ha evidenziato come, dal 1989 al 2005, 18.441 pazienti con età minore di 15 anni sono stati trattati dai centri AIEOP con una diminuzione della migrazione all'interno del territorio nazionale e la scomparsa dei viaggi verso ospedali situati all'estero. 
I centri AIEOP accreditati svolgono anche un'attività nel campo del trapianto di midollo, sia di tipo allogenico che autologo.
Lo sviluppo di protocolli sempre più innovativi e l'ampliarsi delle conoscenze hanno permesso nel corso degli anni un progressivo miglioramento delle possibilità di guarigione dei bambini affetti da tumore. Attualmente oltre il 70% di questi bambini guarisce, anche se con percentuali diverse a seconda del tipo di tumore e delle caratteristiche biologiche del singolo tumore.

## Prospettive
Si calcola che dal 2010 una persona su 800-1.000 adulti sarà un ex bambino guarito da tumore.
Gli sviluppi futuri delle terapie e della ricerca si propongono di trovare cure adeguate per quel gruppo di pazienti attualmente non guaribili e di ridurre i possibili effetti collaterali delle terapie ponendo l'attenzione sulla qualità della vita dei pazienti e delle loro famiglie.